# Глибоке синє море (п'єса)
«Глибоке синє море» (англ. The Deep Blue Sea) — британська п'єса Теренса Реттігена, написана і видана в 1952 році. П'єса була вперше виконана в Лондоні 6 березня 1952 року під керівництвом Фріта Банбері і отримала похвалу актрисі Пеггі Ешкрофт, яка знялася разом з Кеннетом Мором. У США театр Плімута поставив п'єсу в жовтні 1952 року з Маргарет Саллаван. Згодом п'єса з Саллаван була перенесена в Бродвейський театр з прем'єрою 5 листопада 1953 року.
Різні відродження п'єси включали:
- 1971: Гілдфорд, з Ізабель Дін[en] в головній ролі[5]
- 1973: Ноттінгем, так само з Ізабель Дін
- 1993: Almeida Theatre[en], Лондон, з Пенелопою Вілтон і Лайнас Роуч[6][7]
- 1997: Royal Exchange, Manchester[en] з Сьюзан Вулдрідж[en] в ролі Естер Колліер і Девід Філдер в ролі містера Міллера. Директор Маріанна Елліот[en].
- 1998: Roundabout Theatre Company, Нью-Йорк, з Блайт Даннер, Едвард Херрманн і Девідом Конрадом
- 2003: Театр Річмонда, Лондон, з Гаррієтом Волтером, Нілом Стейсі, Робертом Порталом та Роджером Ллойдом Паком[8]
- 2008: Театр Арно, Гілдфорд, з Гретом Скаккі, Дугалдом Брюс-Локхартом і Саймоном Вільямсом[9]
- 2011: Playhouse в Західному Йоркширі, Лідс, c Максіном Піке[en] і Лексом Шрапнелем[10]
- 2011: Чичестерський фестиваль театру[en], з Амандою Рут, Ентоні Калфом і Джоном Хопкінсом[en][11]
- 2016: Національний театр, Лондон, з Хелен Маккрорі, Пітером Салліваном і Томом Берком[12]

Інша актриса, яка зображала Естер Колліер, — Пенелопа Кіт.